# Lycosa insulana
Lycosa insulana är en spindelart som först beskrevs av Bryant 1923.  Lycosa insulana ingår i släktet Lycosa och familjen vargspindlar.
Artens utbredningsområde är Barbados. Inga underarter finns listade i Catalogue of Life.